# Atsuki Wada
Atsuki Wada (japanisch 和田 篤紀 Wada Atsuki; * 9. Februar 1993 in Kōbe, Präfektur Hyōgo) ist ein japanischer Fußballspieler.

## Karriere
Atsuki Wada erlernte das Fußballspielen in der Jugendmannschaft von Vissel Kōbe sowie in der Universitätsmannschaft der Kansai-Universität. Seinen ersten Vertrag unterschrieb er 2015 bei Kyōto Sanga. Der Verein aus Kyōto spielte in der zweithöchsten Liga des Landes, der J2 League. Für den Verein absolvierte er neun Ligaspiele. 2017 ging er nach Südkorea. Hier unterschrieb er in Seoul einen Vertrag beim Seoul E-Land FC. Mit dem Hauptstadtverein spielte er 32-mal in der zweiten südkoreanischen Liga. Im Februar 2018 kehrte er nach Japan zurück. Hier schloss er sich dem Suzuka Unlimited FC (heute: Suzuka Point Getters) an.